# Lave Johansen Urne
Lave Johansen Urne till Rygård, död 5 december 1559 på Landskrona slott, var en dansk adelsman.
Han var son till Johan Jørgensen Urne (död 1537) och Anna Marqvardsdatter Rønnov.
Lave Johansen var 1548–1551 hofsinde och under samma period kanik i Roskilde. År 1557 fick han Lundegård Len i Skåne i förläning, som han 1559 bytte med Landskrone Len, där han kort därefter avled.
År 1555 gifte han sig med änkan efter Marqvard Tidemand till Hellerup, Karen Eilersdatter Bølle. Äktenskapet var barnlöst. Änkan avled den 15 augusti 1582 i Odense.